# Jēkabpils kommun
Jēkabpils novads är en kommun i Lettland. Den ligger i den centrala delen av landet, 130 km sydost om huvudstaden Riga. Antalet invånare är 53 473. Arean är 906 kvadratkilometer.
Följande samhällen finns i Jēkabpils novads:
- Jēkabpils
- Krustpils